# Lonely Mountain (album)
Lonely Mountain er et album af Mugison fra 2003.

## Track listing
- Musik og tekst af Mugison.

1. "See Y" – 4:00
2. "Ear" – 5:43
3. "One Day She'll Park The Car " – 3:23
4. "I'm On Fire" – 4:02
5. "Pet" – 5:08
6. "Probably " – 2:45
7. "The Night Is Limping" – 3:57
8. "Poke A Pal" – 4:32

## Personel
- Mugison – Vokal, instrumenter, tekst, produktion og arrangementer.
- Luis Véles – Bass på "The Night Is Limping"
- Javier Wayler – Trommer på "Pet"
- Pétur Ben – Guitar og kor på "Poke A Pal" samt medforfatter på teksten til "I'm On Fire"
- Omutant Moon – Tekst til "CY"
- Biggi – Mastering og CO-mixed. Producerede "Poke A Pal"